# Scaridium neglectum
Scaridium neglectum är en hjuldjursart som beskrevs av Segers 1997. Scaridium neglectum ingår i släktet Scaridium och familjen Scaridiidae. Inga underarter finns listade i Catalogue of Life.